# Lift Your Voice Gospel Choir
Il Lift Your Voice Gospel Choir è un coro di musica gospel di oltre 50 elementi fondato nel 2000 a San Donato Milanese, Milano.
Il coro è nato da un gruppo di amici dell'oratorio della Parrocchia di San Donato V. e M. ed è diretto da Marco Albertini e Alessandro Miceli.

## Formazione
Il Lift Your Voice Gospel Choir è un'associazione che si compone di una cinquantina di coristi di età compresa tra i sedici e i sessant'anni tra soprani, contralti, tenori e baritoni che "innalzano le proprie voci" per cantare Inni di Gioia al Signore col Soul, il Funk e il Rhythm and blues.

## Filantropia
Il coro propone un repertorio di Gospel contemporaneo e, attraverso l'organizzazione e la partecipazione a manifestazioni musicali e culturali, raccoglie fondi da destinare a opere benefiche  e cerca di diffondere la cultura della musica Gospel come strumento finalizzato all'evangelizzazione e alla sensibilizzazione verso la solidarietà sociale.

## Discografia
- 2006 - Singing for You
- 2011 - Good News
- 2015 - A joyful Prayer
- 2023 - Plug & Pray

## Collaborazioni Artistiche
- 2015: Marianna Cataldi canta il brano "You are Holy" nell'album "A joyful Prayer"
- 2020: Paolo Costa suona il basso nell'album in "Plug & Pray"